# Arséniate de sodium
 (juillet 2018).
Si vous disposez d'ouvrages ou d'articles de référence ou si vous connaissez des sites web de qualité traitant du thème abordé ici, merci de compléter l'article en donnant les références utiles à sa vérifiabilité et en les liant à la section « Notes et références ».
L'arséniate de sodium est un composé inorganique de formule Na3AsO4.
Interdit en 2002 par la législation française, l'arséniate de sodium était notamment utilisé dans le domaine viticole. De nombreux vignobles français ont employé ce produit afin de soigner leurs plants de l'Esca. 
L'arséniate de sodium a été interdit en raison des risques cancérigènes qu'il comporte.